# 기쁨이면서 슬픔인 채로
《기쁨이면서 슬픔인 채로》는 KBS 2TV에서 1993년 4월 7일부터 1993년 5월 27일까지 방영된 KBS 2TV 수목 미니시리즈이다. 정치적으로 어수선했던 80년대를 배경으로 운동권 출신인 영욱과 그를 사랑한 따뜻한 여자 하은, 그리고 하은의 대학친구인 진경과 그녀의 애인 찬규 등 젊은이 4명이 겪어야 했던 고단한 삶과 아픈 사랑을 그린 멜로 드라마이다.
한편, 조재현 (서영욱 역)이 해당 작품을 통해 미니시리즈 첫 주연을 맡았으나 연기력 부족 때문에 쫓겨났고 그 이후 조연 위주로 활동했다.

## 줄거리
80년 봄 하은은 친구 부탁으로 수배중인 운동권학생 영욱을 숨겨주면서 그와의 사랑을 시작하게 된다. 그러나 영욱이 의대에서 제적당하고 군복무를 마친 뒤에도 방황을 계속하자 지친 하은은 다른 남자와 결혼해버린다.

## 등장 인물
- 조재현 : 서영욱 역

운동권으로 의대본과 3학년 때 제적을 당한 뒤 오히려 운동권에 적응하지 못하고 생활인으로 돌아오려고 한다.
- 신혜수 : 이하은 역

영욱과의 첫사랑을 추억으로 지닌 채 다른 남자와 결혼한다.
- 김금용 : 김진경 역

하은의 친구로, 결혼생활 파탄 끈에 결국 자살한다.
- 김승환 : 찬규 역
- 박준규 : 김형민 역
- 민지환
- 권미혜
- 정소녀 : 오윤희 역 - 하은의 이모
- 방희 : 채경숙 역 - 진경의 어머니
- 박규채
- 오승룡
- 사미자
- 백윤식
- 조하나